# Fritzøehus
Fritzøehus är ett slott i Larviks kommun i Vestfold fylke i södra Norge. Boytan uppgår till 2 302 kvadratmeter och antalet rum till 72. Detta gör det till Norges största privatägda slott.

## Slottet
Fritzøehus har medeltida anor och benämndes ursprungligen Fresjegodset. Det tillhörde från 1671 det då upprättade grevskapet Larvik och ätten Gyldenløve. Grevskapet upplöstes 1821 och från 1835 har godset tillhört släkten Treschow. 
Nuvarande slottsbyggnad uppfördes av järnverksägare Michael Treschow mellan 1863 och 1865 i italiensk nyrenässans, efter ritningar av den danskfödde arkitekten Jacob Wilhelm Nordan. Michaels son Frederik Wilhelm Treschow utvidgade slottet i två omgångar under 1880- och 1890-talet. Förre ägaren Mille-Marie Treschow (1954–2018) var den sjätte generationen i familjen Treschow som huserade på Fritzøehus. Hennes arvingar äger nu slottet.

## Slottsparken och övriga omgivningar
Slottet omges av en 170 hektar stor park som anlades i samband med byggnationen, Fritzøehus landskapsvernområde. Den är landets största bokskog och där hålls såväl dovhjort som mufflonfår. I parken ligger även ägarfamiljens begravningsplats.
Fritzøehus är ett av Norges största gods med en total areal på omkring 55 000 hektar, till största delen skog. Till godset har hört en rad industrier såsom vattenkraftverk, sågverk, ett nu nedlagt järnverk, trävaruhandel, stenbrott, med mera. 
Fritzø järnbruk som drevs omkring 1640–1864 var ett av Norges största.